# Richard Spalinger
Richard Spalinger (* 18. Februar 1975 in Zweisimmen) ist ein ehemaliger Schweizer Freestyle-Skiläufer in der Disziplin Skicross.
Spalinger startete bei den  Olympischen Winterspielen 2010 für sein Heimatland. Er konnte sich mit dem 27. Platz in der Qualifikationsrunde für die Ausscheidungsrunde qualifizieren, wo er in seinem ersten Durchgang als Zweiter ankam. Im Viertelfinallauf belegte er jedoch nur den 4. Platz und schied damit aus, womit er insgesamt den 14. Platz belegte.
2005 und 2007 war er Teilnehmer an den Freestyle-Skiing-Weltmeisterschaften, wo er den 10. bzw. 15. Platz erreichen konnte. In seiner Karriere konnte er sich sieben Mal in den Top 10 bei Weltcup-Rennen platzieren, darunter ein dritter Platz beim Rennen am 16. Januar 2008 in Flaine.